# Jovem Pan FM Salvador
Jovem Pan FM Salvador é uma emissora de rádio brasileira sediada em Salvador, capital do estado da Bahia. Opera no dial FM, na frequência 91,3 MHz, e é afiliada à Jovem Pan FM. Pertence à Rede Bahia, responsável também pela rede de televisão de mesmo nome afiliada à TV Globo e pelas rádios Bahia FM e GFM, e sua programação é voltada para o público jovem.

## História

### CBN (2010-2016)
Antes da criação da CBN Salvador em FM, a Central Brasileira de Notícias operou em Salvador por meio de uma afiliada no dial AM 1050 kHz, frequência pertencente ao Grupo Lomes de Radiodifusão, entre os anos de 2007 e 2009. Nesse último ano, a Rede Bahia negociou com a CBN a criação de uma afiliada em FM.
A emissora foi oficialmente inaugurada em 19 de março de 2010, às 21h, transmitindo sua cerimônia de inauguração e logo em seguida a programação da rede. Inicialmente, a CBN Salvador operava através da frequência 100,7 MHz, arrendada do empresário Marcos Medrado. Após a Rede Bahia concluir a aquisição da Itaparica FM do grupo Chiclete com Banana em janeiro de 2013, a emissora passou a ocupar a frequência 91,3 MHz em 1° de fevereiro do mesmo ano.

### Jovem Pan FM (2016-presente)
Em 1º de novembro de 2016, a emissora encerrou parte da programação local, demitindo boa parte dos funcionários e anunciando que a partir de 1º de dezembro, a programação jornalística da CBN seria substituída pela da Jovem Pan FM, que já havia operado em duas outras oportunidades no dial de Salvador. A decisão, segundo o gerente de rádios da Rede Bahia, Luís Moreira, deve-se ao fato da programação não alcançar as expectativas do grupo, mesmo com vários ajustes feitos para impedir a situação. A emissora trocou oficialmente de bandeira a partir das 11h na data prevista, com a transmissão do Pânico.

## Programas
Além de transmitir a programação nacional da Jovem Pan FM, a Jovem Pan FM Salvador transmite os seguintes programas locais:
- As Mais Pedidas: Musical, com Cleidison Bonfim (manhã) e Samara Marques (noite);
- Jurassic Pan: Musical, com Samara Marques;
- Pan News Salvador: Boletim informativo, com Cleidison Bonfim (manhã) e Samara Marques (noite);
- Pan News Esportes: Boletim informativo esportivo, com Thiago Mastroianni;
- Rock'n Pop: Musical, com Cleidison Bonfim;
- Só as Melhores: Musical, com Cleidison Bonfim;
- Uma Atrás da Outra: Musical, com Cleidison Bonfim;

Outros programas compuseram a grade da emissora, e foram descontinuados:
- As Sete Melhores
- CBN Automóvel
- CBN Autos
- CBN Bate Papo
- CBN Em Campo
- CBN Empregos e Concursos
- CBN Final de Semana
- CBN Imóveis
- CBN Na Área 1ª Edição
- CBN Na Área 2ª Edição
- CBN Notícias
- CBN Ouvindo e Aprendendo
- CBN Salto Alto
- CBN Salvador - Primeira Edição
- CBN Salvador - Segunda Edição
- CBN Salvador Esportes
- CBN Saúde e Bem Estar
- Painel Empresarial CBN

## Locutores

### Membros atuais
- Cleidison Bonfim
- Samara Marques
- Thiago Mastroianni

### Membros antigos
- Alex Ferraz[15]
- Aline Barnabé[16]
- Anderson Mattos (hoje na Itapoan FM)[17]
- André Hiltner[18]
- Andréa Silva (hoje na TV Bahia)[19]
- Artur Queiroz (hoje na BandNews FM Salvador)[20]
- Azevedo Filho (hoje na Band Bahia)[21]
- Bruno Queiroz[22]
- Claudino Filho[20]
- Elton Serra (hoje na ESPN)[23]
- Emerson Ferretti[24]
- Emmerson José (hoje na Bahia FM)[25]
- Flankel Lima (hoje na Rádio Sociedade da Bahia)[26]
- Gabriela Braga (hoje na Bahia FM)[27]
- Gustavo Castelucci[28]
- Hailton Andrade[29]
- Heyder Mustafá[30]
- Igor Dantas[31]
- Izabele Nascimento[32]
- Johny Souza
- Jorge Catugy[33]
- Jorge Portugal †
- Jota Carlos
- Lorena Dias (hoje na TV Aratu)
- Luana Assiz (hoje na TV Bahia)[34]
- Lula Tavares[35]
- Malu Verçosa[36]
- Mateus Borges (hoje na Record Bahia)[37]
- Núbia Cristina[21]
- Paulo César Gomes[38]
- Paulo Silva (hoje na Rádio 100 FM)[33]
- Rafa Leal (hoje na FM O Tempo)
- Rafael Bisesti
- Rafael Machaddo
- Rafael Sena[39]
- Renan Pinheiro (hoje na TV Bahia)[39]
- Ricardo Vasconcelos[40]
- Roberto Monteiro[41]
- Scheila Anunciação[42]
- Silva Júnior (hoje na Bahia FM)